# 건강보험
건강보험(健康保險, 영어: health insurance)이란 의료비용을 지불해주는 보험의 한 형태이다. 좀 더 넓은 의미로도 사용되는데 장애, 장기 요양 및 관리를 포함하기도 한다. 정부가 지원하는 사회보험을 통해 제공될 수도 있고, 집단적으로 가입할 수도 있으며(예: 기업이 종업원에게 보험을 들어 줌), 개인적으로 가입할 수도 있다. 각 경우 가입자 개인이나 단체는 보험료 또는 세금을 내어 불시에 닥친 높은 의료비로부터 자신을 지킬 수 있다. 비슷한 효과를 정부가 제공하는 사회복지를 통해 실현할 수도 있다.
국민건강보험은 의료 총비용을 추산하고, 고정적인 재정 수입 구조를 만들어(월 보험료나 년간 세금) 계약된 범위 안에서 의료비용을 지불해 주게 된다. 혜택의 범위는 주로 중앙 조직(주로 정부 기관이나 민영단체 또는 의료 담당 비영리 단체)이 관리한다.
시장원리를 적용한 국민건강보험 체계에서는 민영보험 또는 비영리 건강보험이 큰 부분을 차지한다. 미국 인구주택총조사청(Census Bureau)에 따르면 60%는 고용주 지원, 27%는 정부 지원, 9%는 직접 개인적으로 보험에 가입한 것으로 나와 있다. (이 수치는 중복이 있다.)

## 역사와 변천
건강보험의 개념은 1694년 피터 채임벌린 가문의 휴 엘더 채임벌린이 제안하였다. 19세기 "사고보험"이 시작되었는데 이는 현대의 장애보험과 매우 비슷하다. 이런 지불 모델은 20세기 초까지 캘리포니아 같은 몇 지역에서 계속되었다. 실제로 건강보험을 규정하는 모든 법은 장애보험을 언급하고 있다.
사고보험은 처음에 미국의 매사추세추 프랭클린 건강보험회사(Franklin Health Assurance Company of Massachusetts)에서 제공되었다. 1866년까지 60개의 조직이 사고보험을 제공했다.

### 대한민국

#### 공보험의 연혁과 그 내용
보건복지부에서 관장하고 있는 의료보험은 질병, 부상, 사망 및 분만에 대한 보험급여를 함으로써, 국민의 의료보장제도를 확립하고 국가공단건강검진을 통해 질병의 조기발견, 조기치료로 건강을 증진하여 국민의 생활안정과 복지향상에 기여함을 목적으로 1963년 12월 16일 법률 제1623호로 처음 제정·공포되었다. 이 법에 근거하여 1965년 9월에 제조업부문의 호남비료주식회사(현재는 한국종합화학공업 주식회사)의 의료보험조합을 효시(嚆矢)로 하여 수개의 조합이 설립되어 시범사업을 행하였으나, 제도가 임의 가입형식이기 때문에 충분한 사업효과를 거두지 못한 채, 1970년 8월 7일에 법을 개정하여 가입대상의 확장과 강제가입에의 도입 등으로 사회보험 성격을 한층 강화하였다. 그러나 이의 시행령의 제정도 보지 못한 채 수개의 의료보험조합은 시범사업의 범위를 벗어나지 못하고 있었으며, 1975년 7월 30일에는 피고용자 의료보험조합 7개소로서 피보험자 15,585명, 그 부양가족 51,901명, 도합 67,486명이 수혜자가 되어 총인구에 대한 수혜율(受惠率)은 0.2%에 불과하였다. 이러한 상황에서 1976년 12월 22일 다시 법개정을 하여 77년 7월 1일부터 그 본격적 실시를 보게 되었던 바, 국민의 질병·부상·분만·사망의 보험사고에 대하여 보험급여를 실시함으로써 국민건강을 향상시키고 사회보장의 증진을 도모하였던 것이다. 적용대상은 국내거주 국민전체로 하되 단지 공무원연금, 군인연금, 사립학교 교원연금법의 해당자나 기타 법률에 의하여 의료보험에 가입된 자 및 생활보호법에 의한 보호를 받는 자와 그 세대에 속한 자는 제외하고 있다. 그런데 이 의료보험의 피보험자는 사업장의 근로자(피용자)인 제1종 피보험자 그리고 지역주민(자영자)과 제1종 피보험자 외의 자인 제2종 피보험자의 2종이 있으며 이들 피보험자에 의하여 생계를 유지하고 있는 직계 존속·비속과 배우자도 피부양자로서 의료보험 혜택을 받게 된다. 시행 초에는 우선 500인 이상의 상용(常傭) 근로자를 갖는 사업장(500인 이하의 사업장이라도 지정된 공업단지내의 당연사업장 강제적용도 포함)에 적용하여 제한적 보호를 하여 왔으나 점차적인 적용범위를 확대하여 1989년에는 전국민 의료보험제를 실시하기에 이르렀다.의료보험제도에서의 급부 내용은 일반적으로 의료의 급부를 중심으로 하는 요양급부와 상병수당금과 같은 소득보장급부의 2가지 종류로 구성되어 있다.현행 우리나라 의료보험에서는 보험급부를 이른바 법정급부와 부가급부로 구분하고 있다. 법정급부는 법에 따라 당연히 지급해야 할 급부로서 요양급부와 분만급부가 있으며, 부가급부는 의료보험조합의 정관에서 정하는 바에 따라 임의로 지급하는 급부로서 상병수단과 장제비가 있다. 따라서 조합재정에 여유가 없을 때는 법정급부만 인정하고, 부가급부는 허용치 않을 수 있다.요양급부는 요양비를 지급하는 것으로서 여기에는 진찰, 약제 또는 치료재료의 지급, 수술, 기타의 치료, 치료시설에의 수용(입원), 간호, 이송 등이 포함된다.상병수당(傷病手當)은 소득급부로서 질병·부상으로 인하여 휴직 중인 피보험자의 생활을 보장하기 위한 급부이다. 이것은 피보험자가 상병 때문에 취업할 수 없게 되고, 그것이 원인이 되어 생활유지에 위한 필요한 보수를 충분히 받지 못할 경우에 지급된다. 그러나 업무상의 질병으로 인한 휴직의 경우는 산업재해보상보험의 대상에 해당되므로 의료보험의 상병수당의 지급사유는 아니다. 상병수당의 지급액은 취업을 할 수 없게 된 기간 1일에 대하여 표준보수월액의 2% 범위에서 조합정관으로 정한다.장제비는 피보험자 또는 피부양자가 사망한 경우에 지급되며, 그 지급액은 조합정관이 정한 일정액으로 하고 있다. 우리나라의 경우 각종 사회보험의 보험급부 가운데 분만급부와 장제비의 지급액을 일정액으로 대부분 규정하고 있어 실제 지출액에 미흡할 뿐 아니라 이 급부가 소기의 기능을 발휘하지 못하고 있다. 따라서 분만비와 장제비는 선진외국의 경우처럼 임금의 일정비율로 하되 반드시 최저액을 정하여 물가수준에 따른 융통성 있는 조정이 필요하다.

#### 공보험의 특징

##### 대한민국
감기 등에 경증 질환, 만성 질환이 보장 대상이며 희귀 질환은 공보험에서 보장 대상이 아니다. 5·18민주항쟁 피해자들에게 사상적인 문제를 근거로 들며 치료비 보조를 거부한바 경우도 있다.

##### 일본
감기 등에 경증 질환은 보장되지 않고 신약 등을 활용한 희소성 시술로 치료 비용이 과중한 희귀 질환은 보장한다.

#### 자본주의 공보험의 한계와 사보험의 필요성
의료보험제도만으로 국민의료의 모든 문제를 해결할 수는 없다. 그 이유는 의료보험 그 자체가 본질적인 한계를 비롯하여 급부율·보험료·국고보조·보험규모 등의 여러 가지 한계성을 지니고 있기 때문이다.의료보험은 일정한도까지의 의료비를 보장하는 것이기 때문에 피보험자가 그 수준 이상의 보장을 원한다면 이는 보험으로 해결할 수 없다. 특히 법률상으로 가입이 강제된 의료보험에서 필요·충분한 의료보장을 기대할 수 없음은 사회보장이나 법정 의료보험의 기본원칙이라고 할 수 있다. 그러므로 그 보완책으로서 사적 의료보험제도 및 기타의 의료보장이 필요하게 된다.국민의료의 한계요인의 두번째는 급부율에 대한 한계이다. 보험료만으로 충분한 비용이 조달된다면 급부에 대한 제한은 필요없을 것이지만, 보험방식으로 조달되는 자금에는 한계가 있으므로 급부율을 제한하게 되고 본인에게 비용 일부를 부담지우게 된다. 셋째는 보험료에 대한 한계이다. 의료보험도 사회보험인 이상 갹출과 급부간의 균형, 즉 수지상등의 원칙이 어느 정도 요청된다. 그러나 저보험료에 제약되어 고소득층으로부터 다액의 보험료를 징수할 수 없게 되므로 여기서 보험료의 한계가 나타난다. 이 경우 보험재정이 악화되어 의료보험제도 자체가 한계에 직면하게 된다. 넷째, 국고보조에 한계가 있다. 사회보험에 대한 국고보조는 복지사상을 굳이 언급하지 않더라도 필요한 것이며, 특히 의료보험의 경우 연금보험이나 실업보험에서보다 한층 더 큰 명분을 찾을 수 있다. 그러나 국가재정에도 한계가 있기 때문에 의료보험에 대한 국고보조는 보험형태에 관계없이 획일적으로 요구할 수 없다. 사회보장의 정신에 입각한다면 저소득층이나 노령자의 의료보장을 위하여 정부가 극히 한정된 계층을 대상으로 직접 의료보험을 운영하는 것이 바람직하지만, 이 경우에는 다액의 국고보조가 요청된다.

## 같이 보기
- 국민개보험